# ChessCube
ChessCube.com je internetska šahovska zajednica i internetski šahovski poslužitelj s preko 1,400.000 registriranih članova. Osnovan je 2007. i osnovao ga je Mark Levitt. Na stranicama se nudi igra uživo i "ChessCube Cinema". Godine 2009. udomio je prvi na svijetu internetske dvoboje koje je FIDE rangirala, igrani na SA Open 2009., suci su bili nazočni blizu igrača a računala kao nadglednici.

## Povijest
Osnivač Mark Levitt bio je u šahovskom izdavaštvu od ranih 1990-ih. Od 1997. do 1998. godine napravio je internetski Chess World za British Telecom-ov GamePlay.com. No, GamePlay.com odbacio je svoje igre za pločom i igre n karte nakon što je izlistan 1999. godine na burzi. Mark je potom lansirao ChessCube kao tržišni pokus 2007. u Južnoj Africi, a međunarodno je bio na ponudi siječnja 2008. godine. Kolovoza 2009. godine imao je više od 650.000 registriranih korisnika iz više od dvjesta zemalja.

## SA Open 2009
Srpnja 2009. ChessCube sponzorirao je SA Open održan u Wynberšoj muškoj višoj školi. Nakon pregovaranja s FIDE, nekoliko je dvoboja odigrano na internetu preko ChessCube. Te je dvoboje FIDE rangirala, što je biloprvo takvo neštu u šahu. Sudionici iz Melbournea u Australiji igrali su protiv sudionika iz Cape Towna u Južnoj Africi. Pobijedio je Amon Simutowe.

## Nagrade
ChessCube je bio polufinalist na dodjelama nagrada Adobe MAX 2008. godine.
ChessCube je iste godine dobio nagradu WP Sports: medijska nagrada - elektronika.

## Vanjske poveznice
- Službene stranice (eng.)